# Final Distance
Singles de Hikaru Utada
Can You Keep a Secret?
(2000) Traveling
(2001)
Final Distance (écrit en capitales : FINAL DISTANCE) est le huitième single d'Hikaru Utada (sous ce nom), commercialisé en 2001.

## Présentation
Le single sort le 25 juillet 2001 au Japon au label EMI Music Japan, six mois après le précédent single de la chanteuse intitulé Can You Keep a Secret?. Il atteint la 2e place du classement des ventes de l'Oricon et reste classé pendant 13 semaines, se vendant à 580 000 exemplaires.
La chanson-titre est une nouvelle version de la chanson Distance figurant sur l'album homonyme sorti quatre mois auparavant. Cette dernière était à l'origine prévue sortir en single telle quelle en juin, mais le projet est modifié à la suite du massacre de l'école d'Ikeda le 8 juin 2001, dans lequel périt une élève de 6 ans, Rena Yamashita, qui avait gagné un concours de rédaction dans laquelle elle déclarait vouloir devenir chanteuse comme Utada. Celle-ci décide alors de ré-arranger la chanson sous forme d'une ballade en son honneur et de la renommer.
Cette nouvelle version sert de thème musical à une publicité pour NTT DoCoMo, et figurera sur l'album Deep River qui sort l'année suivante, ainsi que sur la compilation Utada Hikaru Single Collection Vol.1 de 2004. La chanson originale Distance figure aussi sur le single, avec deux versions remixées et sa version instrumentale. Le single contient aussi la version instrumentale de la chanson-titre.

## Titres
Toutes les chansons sont écrites et composées par Hikaru Utada.
| CD    | CD                                                  | CD                                            | CD    | CD | CD | CD | CD | CD | CD |
| No    | Titre                                               | Arrangements                                  | Durée |    |    |    |    |    |    |
| ----- | --------------------------------------------------- | --------------------------------------------- | ----- | -- | -- | -- | -- | -- | -- |
| 1.    | Final Distance (FINAL DISTANCE)                     | Kei Kawano, Hikaru Utada, Neko Saito (cordes) | 5:40  |    |    |    |    |    |    |
| 2.    | Distance -Planitb Remix- (DISTANCE -PLANITb Remix-) | Russell McNamara                              | 6:15  |    |    |    |    |    |    |
| 3.    | Distance -M-Flo Remix (DISTANCE -m-flo remix-)      | Taku de M-Flo, Shin Kono (cordes)             | 5:56  |    |    |    |    |    |    |
| 4.    | Distance (DISTANCE)                                 | Kei Kawano, Hikaru Utada                      | 5:42  |    |    |    |    |    |    |
| 5.    | Distance -Original Karaoke- (DISTANCE...)           | Kei Kawano, Hikaru Utada                      | 5:41  |    |    |    |    |    |    |
| 6.    | Final Distance -Instrumental- (FINAL DISTANCE...)   | Kei Kawano, Hikaru Utada, Neko Saito (cordes) | 5:37  |    |    |    |    |    |    |
| 34:54 |                                                     |                                               |       |    |    |    |    |    |    |